# بخش بث، شهرستان فریبرن، مینه سوتا
بخش بث (به انگلیسی: Bath Township) یک منطقهٔ مسکونی در ایالات متحده آمریکا است که در شهرستان فری‌بورن، مینه‌سوتا واقع شده‌است.
 بخش بث ۹۲٫۸ کیلومتر مربع مساحت و ۴۷۹ نفر جمعیت دارد و ۳۸۱ متر بالاتر از سطح دریا واقع شده‌است.